# 見せパン
見せパン（みせパン）とは、下着の一種。「見せても良いパンツ」の略。

## 解説
ミニスカート・スコートは女性のファッションの定番となっているが、スカート・スコートの中の下着（ショーツ、パンティー）が見えてしまうこと（いわゆるパンチラ）は恥ずべきこととされ、スカートめくりや盗撮の被害に遭ってしまうことや、風などでめくり上げられたり、激しい動きをして中の下着が見られてしまうこともある。ショートパンツも丈が短く裾がゆったりしている場合に下着が見えてしまう場合がある。またミニスカート・スコート・ショートパンツは暖かいといえる服装ではなく、下半身が冷えることによる健康への影響も心配されている。
近年はスカート・スコートだけでなくパンツ（ズボン）ルックにおいても、ローライズやヒップハングの流行に伴い、ウエスト側から下着がはみ出てしまう（俗に「上パンチラ」と呼ばれる）ケースも多く発生するようになった。ローライズとまた、
- 世間の流行にそぐわない衣服は手に入りにくい
- 好きなおしゃれを自由に楽しみたい
- 撮影、制服、スポーツのユニフォームなどのため着ることが決まっていることがある

など、さまざまな理由により一概に服装を変えることができない場合もあるため、スカートなどの中が見えてしまっても恥ずかしくないようにと、見せパンが生まれた。

## オーバーパンツ
ショーツの上に、下着ではないものを穿き、隠してしまうこと。「見せパン」という呼び名が生まれる以前から存在している。
テニスやチアリーディングなどのスポーツ、アイドルのコンサートなど、スカート・スコート・ショートパンツ姿で激しい動きを行わなければならないシーンでは、ほぼ必ず使われている。
また、保温効果が抜群に良くなるため、特に毛糸で編まれたものを親が子供に穿かせることが多い。

## 装飾型
下着を連想させる要素を極力廃し、アウターウェアや装身具の一部に見えるようにしたショーツ。たとえばウエスト部分をリボンやラインストーンで装飾したものをローライズのボトムの上から見せる着こなしが提案されたりしている。
ブラジャーの世界ではこのようなアウターに見えるデザインのものが以前から多種多様に存在している。
女性だけでなく男性においても、腰パンなどをはいた際に、ズボンに合った色柄やデザインの下着（ドルチェ&ガッバーナの、ウエストゴム部分に大きくブランドロゴがプリントされたニットトランクスなど）をあえてウエスト部分からはみ出させておしゃれの一部とすることがある。

## 見せパンの歴史
見せパンのルーツは1990年代後半、アメリカ西海岸からヒップホップのずり下げスタイルから始まり、有名ブランドの下着広告でロゴの部分をわざと見せることを広告展開したことで、その着こなしが男性の間で流行し、日本でも若者を中心にブレイクした。当時の日本では若者の男性下着はトランクスが主流であったが、2000年代に入り、ボクサーブリーフが流行すると、腰のゴム部分のロゴを大きく見せるようになり、大胆な色や柄物が採用されるようになった。現在ではギャル男系（アウター系と組み合わせた大胆な色彩の下着）、お兄系（ギャル男系を卒業したモノトーンで統一した下着）、オラオラ系（黒で統一した中で、派手目のイラストを臀部に入れた下着）の見せパンが派生化している。2009年2月には松山市で男性下着のパンコレ（ Pants Collection ）が開催された。このブームはキャメロン・ディアスが出演した映画「チャーリーズ・エンジェル フルスロットル」で日本製の下着（女性用ブリーフ）を着用したことで世界的なブームとなっている。